# Your Best Friend
Your Best Friend è un singolo della cantante giapponese Mai Kuraki, pubblicato nel 2011 ed estratto dall'album Over the Rainbow.

## Tracce
1. Your Best Friend – 5:52
2. Step by Step – 4:58
3. Your Best Friend (Instrumental) – 5:52